# Gymnostachyum coriaceum
Gymnostachyum coriaceum är en akantusväxtart som beskrevs av Imlay. Gymnostachyum coriaceum ingår i släktet Gymnostachyum och familjen akantusväxter. Inga underarter finns listade i Catalogue of Life.